# Trochalopteron morrisonianum
El charlatán de Morrison (Trochalopteron morrisonianus) es una especie de ave paseriforme de la familia Leiothrichidae endémica de Taiwán.